# 訴訟費用
訴訟費用（そしょうひよう）とは、訴訟手続を行う上で支出された費用であって法律で定められた範囲のものをいう。

## 民事訴訟における訴訟費用

### 日本の民事訴訟
民事訴訟における訴訟費用は、民事訴訟費用等に関する法律によりその範囲が定められている。
民事訴訟における訴訟費用は、最終的には敗訴者が負担するのが原則であるが（民事訴訟法61条）、一時的には申立人が立替払することになり、本案判決の確定後、訴訟費用額確定処分を経て、本来支払うべき者が支払うことになる。
民事訴訟における訴訟費用は、裁判所に納める訴訟費用と、証人等に対する給付に区分され、裁判所に納める訴訟費用はさらに、手数料と手数料以外の費用に分けられる。
手数料は、請求の目的の価額により定められるものと、定額のものがある。前者の例としては訴えの提起や上訴の提起などのものが挙げられ、後者の例としては再審や和解の申立てのものが挙げられる。手数料を要する申立てについて、手数料の納付がないときは、その申立ては不適法な申立てとなるので（民事訴訟費用等に関する法律（以下「法」と略記する。）6条）、当事者は実体審理を求めるためには手数料を納付しなければならない。手数料の納付方法は訴状などの申立書に収入印紙を貼付することで行う。消印は裁判所の側で行うので当事者は消印しない。ただし、納めるべき手数料の額が100万円を超えるときには現金で納付することができる（法8条、民事訴訟費用等に関する規則4条の2）。
手数料以外の費用としては証拠調べや書類の送達にかかる実費と証拠調べ等のため裁判官や裁判所書記官が出張した場合にその支出した旅費及び宿泊料で、証人の例により算定したものに相当する金額が挙げられる（法11条）。前者については実費であるが、後者については証人の例により算定したものに相当する金額に限り訴訟費用となる。なお、証拠調べのため、裁判所事務官を同行した場合にも、裁判所事務官は裁判官でも裁判所書記官でもないので訴訟費用として当事者に負担させることは出来ず、国庫の負担となる。
当事者は、手数料以外の訴訟費用を予納しなければならない。予納がない場合、裁判所はその行為を行わないことができる（法12条）。予納は原則として現金で行われるが、送達、送付に関する費用は郵便切手により予納させることができる（法13条）。従来は郵便切手による予納が広く行われていたが、裁判所によっては現金で予納させることもできる。
証人等（証人、鑑定人、通訳人）に対する給付としては、旅費、日当、宿泊料が挙げられる。ただし、これらの者が正当な理由無く陳述を拒んだ場合には給付されない。
また、第三債務者の供託費用も訴訟費用となる。具体的には供託に要した費用と事情届の作成、提出に要した費用が訴訟費用となる。

#### 訴えの提起手数料
1. 訴訟の目的の価額が百万円までの部分　その価額十万円までごとに 千円
2. 訴訟の目的の価額が百万円を超え五百万円までの部分　その価額二十万円までごとに 千円
3. 訴訟の目的の価額が五百万円を超え千万円までの部分　その価額五十万円までごとに 二千円
4. 訴訟の目的の価額が千万円を超え十億円までの部分　その価額百万円までごとに 三千円
5. 訴訟の目的の価額が十億円を超え五十億円までの部分　その価額五百万円までごとに 一万円
6. 訴訟の目的の価額が五十億円を超える部分　その価額千万円までごとに 一万円

代表例
- 訴額10万円 - 1,000円
- 訴額100万円 - 10,000円
- 訴額300万円 - 20,000円
- 訴額500万円 - 30,000円
- 訴額1000万円 - 50,000円
- 訴額3000万円 - 110,000円
- 訴額5000万円 - 170,000円
- 訴額1億円 - 320,000円
- 訴額5億円 - 1,520,000円
- 訴額10億円 - 3,020,000円
- 訴額50億円 - 9,020,000円
- 訴額100億円 - 14,020,000円
- 訴額1000億円 - 104,020,000円
- 訴額算定困難 - 13,000円

控訴は1.5倍、上告および上告受理の申立て（二重にはかからない）は2倍、支払督促は半額。

#### 旅費・日当
- 日当　1日あたり3950円
- 旅費　当事者の住所地を管轄する簡易裁判所と出頭した裁判所の所在地を管轄する簡易裁判所の直線距離に応じて定額で規定（航空券等でそれ以上かかった場合を証明できる場合は実費まで）
  - 上記の簡易裁判所がいずれも同じときは住所地から簡易裁判所への距離による。最低額300円（10キロまで）500メートル未満はなし
  - 海外は実費
- 宿泊料　甲地方　8,500円　乙地方　7,500円

当事者（代理人を含めて）1人分まで。ただし、本人尋問の際は、当事者および代理人分も含む。証人の日当は1日8,000円以内、旅費は実費とされている。

#### 書類の作成及び提出費用
基本額　1,500円　
- 当該民事訴訟等の資料とされた訴状その他の申立書及び準備書面その他の当事者の主張を記載した書面の合計の通数が5を超えるときは、その超える通数15までごとに、1,000円
- 当該民事訴訟等の資料とされた書証の写しの通数が15を超えるときは、その超える通数五十までごとに、1,000円

を加算する

#### 代表者証明書取得費用
- 手数料600円に郵送費用として164円

#### その他
翻訳料、鑑定料、送達費用、登記費用などが訴訟費用に含まれる。

#### 日本の訴訟費用の変遷
1992年には請求額が1千万円を超える訴訟について、値上げが行われた。
また下表のとおり、訴額が少ないほど訴額における訴えの提起手数料の比率が大きくなる（訴額が100万円の場合は1%、10億円の場合は0.3%）といった逆進性がある。
2002年には大阪弁護士会が司法制度改革推進本部に対し、裁判制度へのアクセスの拡充を行うのであれば提訴手数料の大幅な減額を行うべきだとする意見書を提出した。
2004年に「民事訴訟費用等に関する法律」の改正が行われたが、訴訟費用の値下げは行われなかった。行政訴訟は民事訴訟の場合と同額の費用がかかるが、法学教授の阿部泰隆は「1億円の課税処分の取消訴訟を最高裁まで争えば約188万円かかり、もし10万円分が取り消されたとしても印紙代にもならない」と述べている。
2010年には日本弁護士連合会が提訴手数料の低額化と定額化に関する立法提言を行ったが、未だ改正は行われていない。

## 刑事訴訟における訴訟費用

### 日本の刑事訴訟
刑事訴訟における訴訟費用は、刑事訴訟費用等に関する法律により定められており、以下の3つに区分される。
- 証人の旅費、日当、宿泊料
- 鑑定人、通訳人、翻訳人の鑑定料等
- 国選弁護人の旅費、日当、宿泊費、報酬

刑の言い渡しをする場合（有罪かつ刑の免除をしない場合。刑事訴訟法333条1項）には、被告人に訴訟費用の全部または一部を負担させなければならないが、被告人が貧困のため訴訟費用を納付することのできないことが明らかであるときは、被告人に負担させないものとすることができる（181条）。
被告人に訴訟費用を負担させるときには、主文でその言い渡しをすることになっており（185条）、特に言い渡しがない場合には被告人の負担にはならない。
なお、訴訟費用の負担の言い渡しを受けた場合に、貧困のため、これを完納することができないときは、裁判の確定後20日以内に訴訟費用負担の裁判の執行免除の申立てをすることができる（500条）。

#### 徴収率の問題
2016年5月17日付の産経新聞の報道によると、刑事裁判で有罪となった被告人が、支払い能力があるにもかかわらず、訴訟費用を免れ踏み倒し、結果的に徴収不能となるケースが、2011年以降の5年間で約5,000件にも及び、踏み倒された総額が5億3,100万円にも及ぶことが、同新聞の最高裁判所に対する情報公開請求で判明している。実効性のあるペナルティが存在しないことや、被告人の資力チェックが厳密でないことなどが、問題点として指摘されている。

### 海外の刑事訴訟

#### フランス
裁判無償が原則であり、訴訟費用も国庫負担となる。

#### ドイツ
被告人負担が原則であるが、被告人に有利な証人の出廷費用や外国人被告の通訳など、負担除外の範囲が広い。